# Tectorigénine
La tectorigénine est une isoflavone O-méthylée, un type de flavonoïde. Elle peut notamment être isolée de l'iris domestica (Belamcanda chinensis) ou de Pueraria thunbergiana.

## Hétérosides
La tectoridine est le 7-glucoside de la tectorigénine.